# Deudorix mesites
Deudorix mesites är en fjärilsart som beskrevs av Jordan 1930. Deudorix mesites ingår i släktet Deudorix och familjen juvelvingar. Inga underarter finns listade i Catalogue of Life.